# Châteauneuf-du-Faou
Châteauneuf-du-Faou (en bretó Kastell-Nevez-ar-Faou) és un municipi francès, situat a la regió de Bretanya, al departament de Finisterre. L'any 2006 tenia 3.595 habitants. Limita amb els municipis de Plonévez-du-Faou al nord-oest, Landeleau al nord, amb Lennon a l'oest, Spézet a l'est, Saint-Thois al sud-oest i Saint-Goazec al sud.
El 6 de novembre de 2006 el consell municipal va aprovar la carta Ya d'ar brezhoneg. A l'inici del curs 2007 el 7,7% dels alumnes del municipi eren matriculats a la primària bilingüe.

## Demografia
| 1962                                       | 1968  | 1975  | 1982  | 1990  | 1999  |
| ------------------------------------------ | ----- | ----- | ----- | ----- | ----- |
| 3.436                                      | 3.723 | 3.754 | 3.972 | 3.777 | 3.595 |
| Des de 1962: població sense dobles comptes |       |       |       |       |       |

## Administració
| Període | Identitat        | Partit |
| ------- | ---------------- | ------ |
| 2001-   | Christian Ménard | UMP,   |